# Energiewirtschaftsmanager
Der Energiewirtschaftsmanager (zert.) ist eine auf die Energiewirtschaft bezogene berufliche Weiterbildung. Sie richtet sich an Mitarbeiter der Energiewirtschaft sowie der energieintensiven Industrie.

## Arbeitsgebiete und Aufgaben
Energiewirtschaftsmanager sind in Unternehmen der Energiewirtschaft oder in Unternehmen aus energieintensiven Industriezweigen beschäftigt. Dazu zählen etwa Energieversorgungsunternehmen, Netzbetreiber oder Fernwärmeerzeuger. Aufgrund ihrer Qualifikation sind die Energiewirtschaftsmanager in der Lage, Führungsaufgaben in ihren Unternehmen zu übernehmen. Durch die in der Weiterbildung vermittelten Inhalte haben sie weitreichende Kenntnisse über Versorgungsstrukturen in der Elektrizitätswirtschaft, Gaswirtschaft und Fernwärmeversorgung sowie fundiertes Wissen, über die für Energieversorgungsunternehmen relevanten Rechtsgebiete. Das Planen von Projekten, die Steuerung und Kontrolle bis hin zum erfolgreichen Abschluss, sind ebenso Aufgaben, die von Energiewirtschaftsmanagern ausgeführt werden.

## Zielgruppe
Die Weiterbildung zum Energiewirtschaftsmanager richtet sich an Hochschulabsolventen, Energiefachwirte IHK, Betriebswirte IHK oder Betriebswirte VWA, die in der Energiewirtschaft oder energieintensiven Industriezweige beschäftigt sind.

## Fortbildungsinhalte
- Energiemärkte und Besonderheiten der Energiewirtschaft
- Energiemarketing und Energievertrieb
- Energierecht und Energiepolitik
- Projektmanagement
- Fachmathematik und Fachstatistik

## Fortbildungsdauer
Die Fortbildung dauert zwischen 6 und 9 Monaten und wird in der Regel von privaten Anbietern in Blockform oder Abendform angeboten.

## Prüfungszulassungsvoraussetzungen
Zur Schriftlichen Prüfung kann zugelassen werden, der
- ein abgeschlossenes Hochschulstudium oder
- eine abgeschlossene Weiterbildung zum Betriebswirt IHK / Betriebswirt VWA oder
- eine abgeschlossene Weiterbildung zum Energiefachwirt IHK

nachweist.
Zur optionalen mündlichen Hochschulprüfung kann zugelassen werden, der
- ein abgeschlossenes Hochschulstudium oder
- eine abgeschlossene Weiterbildung zum Betriebswirt IHK / Betriebswirt VWA oder
- eine abgeschlossene Weiterbildung zum Energiefachwirt IHK und

zusätzlich den erfolgreichen Abschluss des schriftlichen Prüfungsteils
nachweist.

## Prüfungsdurchführung und Abschluss
Die Prüfung ist in einen schriftlichen und einen mündlichen Teil gegliedert.
Der schriftliche Prüfungsteil umfasst eine Klausur je Prüfungsbereich, die zwischen 60 und 120 Minuten (anbieterabhängig) dauert.
Oftmals wird eine mündliche Abschlussprüfung, die sowohl vom Weiterbildungsanbieter als auch einer kooperierenden Hochschule zertifiziert wird, optional angeboten. Die 30-minütige Prüfung besteht aus der Präsentation einer Fallstudie und einem Fachgespräch und wird von einem akademisch besetzten Gremium, in der Regel mindestens 2 Professoren, abgenommen.

## Finanzielle Förderungsmöglichkeiten
Für die Weiterbildung zum Energiewirtschaftsmanager (zert.) kann Bildungsurlaub beantragt werden. Dieser geht in der Regel von einer bezahlten Freistellung in Höhe von 5 Arbeitstagen aus, richtet sich jedoch nach den jeweiligen Landesgesetzen.